# Möckern
Möckern es un municipio situado en el distrito de Jerichower Land, en el estado federado de Sajonia-Anhalt (Alemania), a una altitud de 64 metros. Su población a finales de 2015 era de unos 13 000 habitantes y su densidad poblacional, 24 hab/km².